# Svein Nyhus

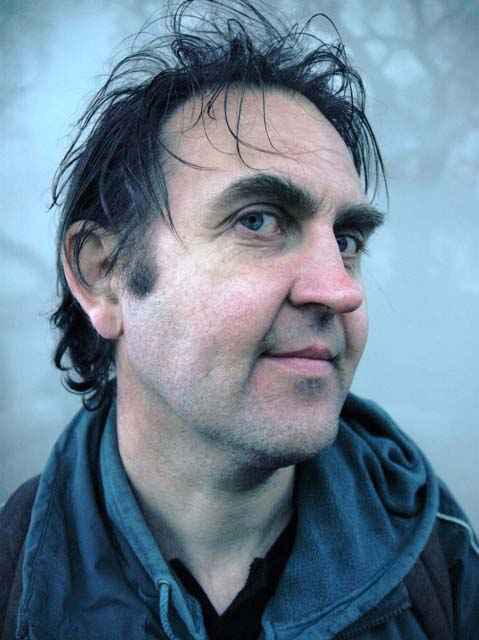
Svein Nyhus (2005)

Svein Nyhus (* 23. Januar 1962 in Tønsberg, Norwegen) ist ein norwegischer Illustrator und Kinderbuchautor.
Nyhus studierte von 1981 bis 1985 an der Staatlichen Kunstgewerbe-Schule in Oslo. Er hat teilweise in Zusammenarbeit mit seiner Frau, der Dichterin Gro Dahle, zahlreiche eigene Bilderbücher veröffentlicht und für doppelt so viele weitere die Illustration geliefert.
2003 erschien das in viele Sprachen übersetzte Bilderbuch Sinna Mann, das häusliche Gewalt aus der Sicht eines Vorschulkindes schildert und für Kinder begreifbar macht. Im Jahr 2004 gestaltete er das von der norwegischen Prinzessin Märtha Louise verfasste Kinderbuch Warum Könige und Königinnen keine Kronen tragen. Sein Zwillingsbruder Egil Nyhus ist ebenfalls als Illustrator und Karikaturist tätig.
Nyhus und seine Frau Gro Dahle waren 2019 offizieller Gast und Vortragende beim Internationalen Literaturfestivals Berlin.

## Privatleben
Svein Nyhus ist der Ehemann der norwegischen Autorin Gro Dahle (* 1962), die zusammen in Oslo und auf der Insel Tjøme leben. Ihre längst erwachsenen Kinder sind die Künstler Simon Dahle Nyhus (* 1988) und Kaia Dahle Nyhus (* 1990).

## Werke
- Drømmemaskinen (1995),
- Pappa! (1998),
- Verden har ingen hjørner (1999),
- Lille Lu og Trollmannen Bulibar (2001),
- Sinna Mann (2003)
  - Bösemann von Gro Dahle und Svein Nyhus, aus dem Norwegischen von Christel Hildebrandt, Verlag NordSüd, Zürich 2019, ISBN 978-3-314-10481-7.
- Ingen (2002) and Jeg! (2004),
- Opp og ut (2008) and
- Sånt som er (2010).
- Lars er Lars (2011).
- Lars danser (2011).
- Lars er ikke (2012).
- Lars sier hei (2013).
- Lars er stor (2013).
- Skal vi leke? (2016).

## Buchillustrationen
Beispiele für illustrierte Bilderbücher von Svein Nyhus:

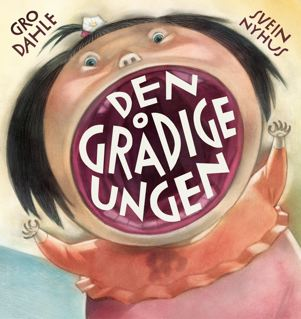
Gro Dahles und Svein Nyhus' Bilderbuch Den grådige ungen (1997).
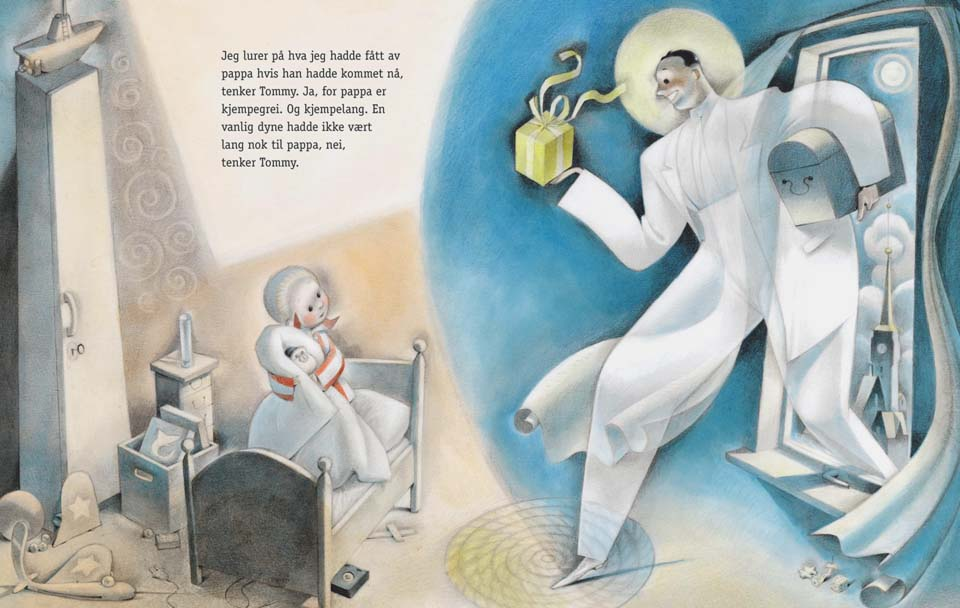
Illustration für Pappa! (1998).
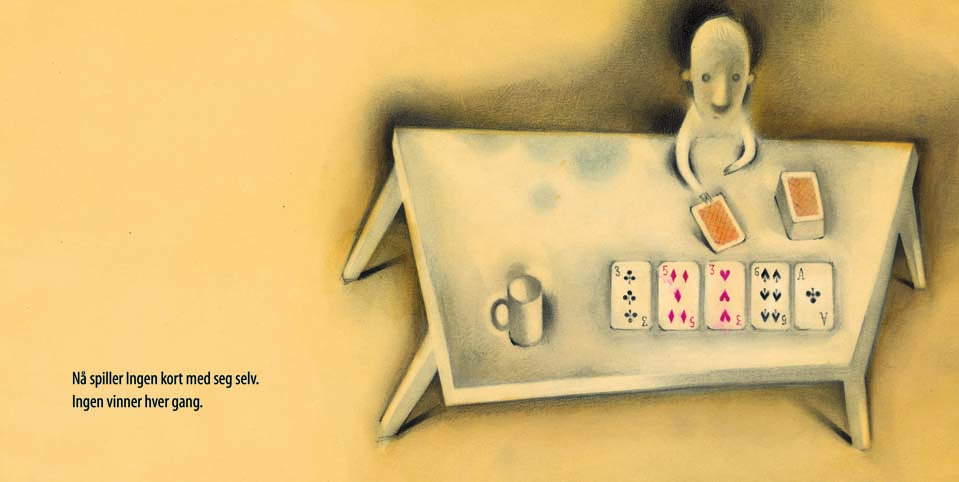
Illustration für Ingen (2002)
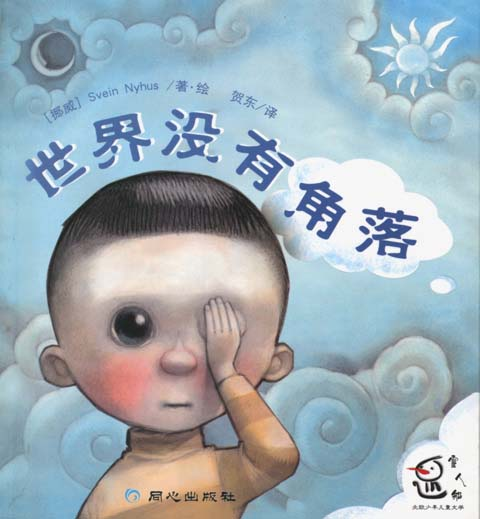
Chinesische Ausgabe des Bilderbuchs Verden har ingen hjørner (1999/2005).
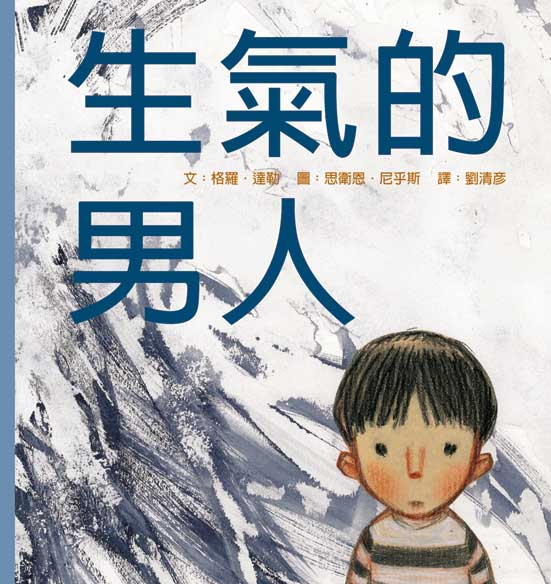
Chinesische Ausgabe von Gro Dahles und Svein Nyhus' Bilderbuch Sinna Mann (2003/2005).
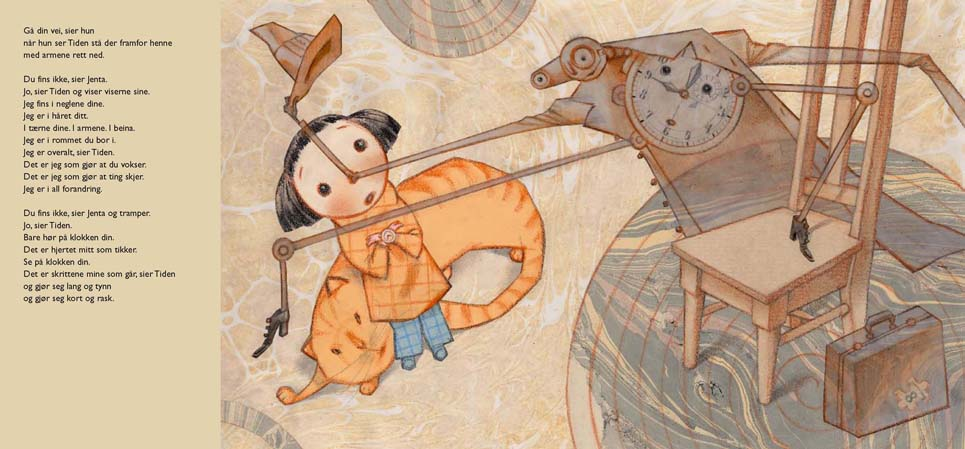
Illustration von Gro Dahles und Svein Nyhus' Tikk takk, sier Tiden (2005).
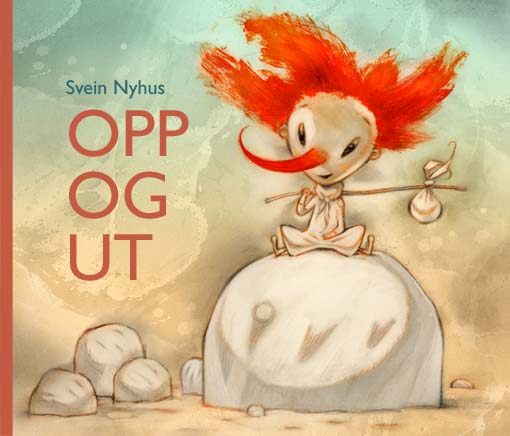
Svein Nyhus' Bilderbuch Opp og ut.
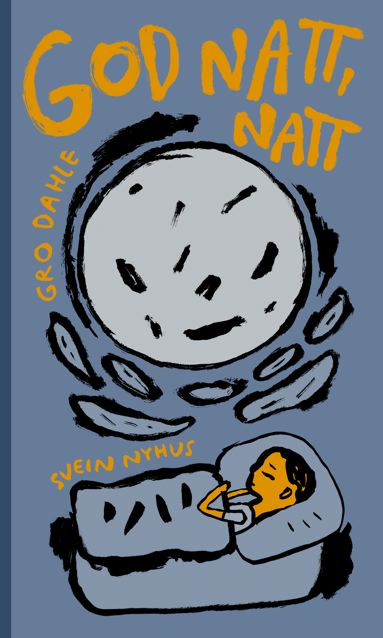
Gro Dahles und Svein Nyhus' Bilderbuch God natt, natt (2009).
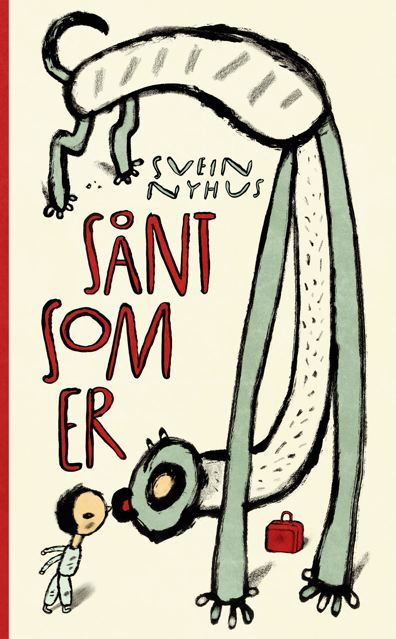
Svein Nyhus' Bilderbuch Sånt som er (2010).

## Belege
1. ↑  Hvorfor de kongelige ikke har krone på hodet, abgerufen am 7. September 2019.
2. ↑  Internationales Literaturfestival Berlin 2019: Svein Nyhus, abgerufen am 25. September 2019.

| Personendaten    | Personendaten      |
| ---------------- | ------------------ |
| NAME             | Nyhus, Svein       |
| KURZBESCHREIBUNG | norwegischer Autor |
| GEBURTSDATUM     | 23. Januar 1962    |
| GEBURTSORT       | Tønsberg           |